# Asteropus syringifer
Asteropus syringifer är en svampdjursart som beskrevs av van Soest och Stentoft 1988. Asteropus syringifer ingår i släktet Asteropus och familjen Ancorinidae.
Artens utbredningsområde är Barbados. Inga underarter finns listade i Catalogue of Life.